# Pachynomidae
Pachynomidae Stål, 1873, è una piccola famiglia di Insetti dell'Ordine dei Rincoti Eterotteri, compresa nella superfamiglia dei Reduvoidea.

## Morfologia
Morfologicamente affini ai Nabidi e ai Reduvidi, i Pachynomidae hanno un corpo di piccole o medie dimensioni, lungo 3,5-15 mm, glabro o peloso. Il capo ha antenne composte da 5 articoli ed occhi grandi e con ocelli non sempre presenti. L'apparato boccale ha un rostro robusto e marcatamente arcuato.
Come nei Reduvidi, il torace è privo degli ostioli di sbocco della ghiandola odorifera. Le ali anteriori, differenziate in emielitre hanno la membrana con una venulazione semplificata che delimita, come nei Reduvidi due lunghe cellule chiuse. Le zampe anteriori, di tipo raptatorio, sono fornite dell'organo adesivo tibiale, carattere ricorrente anche in altri Cimicomorfi, compresi i Reduvidi e i Nabidi.
L'addome presenta le espansioni laterali dei tergiti (laterotergiti). L'apparato genitale femminile è privo di spermateca ed è provvisto, come i Reduvidi, di due pseudospermateche associate ai gonodotti. I maschi hanno l'urite VIII ridotto e invaginato nell'urite VII e le armature genitali asimmetriche.

## Biologia
La biologia dei Pachynomidae è praticamente sconosciuta e le poche informazioni sono dedotte dall'esame morfologico degli esemplari conservati nelle collezioni. Si tratta comunque di insetti predatori, come molti altri Cimicomorfi, e viventi per lo più sulla superficie del terreno. Gli stadi giovanili sono sconosciuti.

## Distribuzione
La famiglia è presente solo nelle regioni tropicali dell'America, dell'Africa e dell'India, con il maggior numero di specie nel vecchio continente.

## Sistematica
La prima specie fu inizialmente inclusa nel genere Reduvius (Heteroptera: Reduviidae). Successivamente STÅL incluse i Pachynomidae conosciuti come raggruppamento interno alla famiglia dei Nabidae, sulla base dell'affinità morfologica; questo inquadramento sistematico fu condiviso dalla maggior parte degli Autori per circa un secolo. Dagli anni cinquanta i Pachynomidae sono inquadrati al rango di famiglia, dapprima messa in relazione con i Nabidae, poi strettamente correlata ai Reduviidae sulla base di alcune caratteristiche morfoanatomiche che definiscono la superfamiglia dei Reduvoidea (sensilli antennali, rostro e apparato genitale). La famiglia comprende 15 specie ripartite in due sottofamiglie e 4 generi:
- Sottofamiglia Aphelonotinae. Comprende il solo genere Aphelonotus, a distribuzione neotropicale e afrotropicale.
- Sottofamiglia Pachyrominae. Comprende i seguenti tre generi: Camarochilus, presente esclusivamente nella regione neotropicale, e Pachynomus e Punctius, presenti nella regione afrotropicale e in quella orientale.